# Hypotrachyna pulvinata
Hypotrachyna pulvinata är en lavart som först beskrevs av Fée, och fick sitt nu gällande namn av Hale. Hypotrachyna pulvinata ingår i släktet Hypotrachyna och familjen Parmeliaceae.   Inga underarter finns listade i Catalogue of Life.